# Боскокијаро (Венеција)
Боскокијаро (итал. Boscochiaro) је насеље у Италији у округу Венеција, региону Венето.
Према процени из 2011. у насељу је живело 1321 становника. Насеље се налази на надморској висини од 0 м.